# Jeff Schlupp
Jeffrey "Jeff" Schlupp (ur. 23 grudnia 1992 w Hamburgu, Niemcy) – ghański piłkarz, urodzony w Niemczech, występujący na pozycji pomocnika lub lewego obrońcy w angielskim klubie Crystal Palace. W latach 2011-2021 dwudziestokrotny reprezentant Ghany.